# ISA100.11a
ISA100.11a és un protocol de comunicacions sense cables via ràdio-freqüència (xarxa sense fil). Està dirigit al sector domèstic (domòtica), edificis terciaris (immòtica) i a ciutats (urbòtica: xarxa d'àrea metropolitana). ISA100.11a està basat en la norma IEEE 802.15.4 i destinat a crear xarxes d'àrea personal de baixa potència i baixa velocitat de transmissió de dades. ISA100.11a és dissenyat per l'organització ISA. Aquest protocol pot ésser emprat en la Internet de les coses.

## Característiques
1. Orientat a dispositius de baix cost, curt abast (100m en camp obert) i baix consum d'energia (ideal per a dispositius a bateria).[3]
2. Baixa potència d'emissió segons normativa del Institut Europeu de Normes de Telecomunicació ETSI 300 220.
3. Utilitza una banda sense llicència ISM.
4. Empra una topologia de Xarxa en Malla per a aconseguir un abast més llarg (vegeu Fig.1)
5. És un protocol obert de l'organització ISA.

## Arquitectura
ISA100.11a s'estructura en les següents capes:
- Capa física (PHY) definida per la norma IEEE 802.15.4
- Capa d'enllaç de dades (MAC) definida per la norma IEEE 802.15.4
- Capa de xarxa definida per l'especificació ISA100.11a
- Capa d'aplicació definida per l'especificació ISA100.11a

## Circuits integrats per a implementar ISA100.11a
- Fabricant Murata :  LBBA0ZZ1EU